# По
По (італ. Po, фр. Pô, вен. Po, еміл. Po, п'єм. і ломб. Pò, лат. Padus) — найбільша річка Італії у її північній частині. Довжина 652 км, сточище 75 тисяч км², середня витрата води в гирлі 1 460 м³/сек.
Бере початок в Котських Альпах, тече переважно по Паданській рівнині із заходу на схід, впадає в Адріатичне море, утворюючи заболочену дельту площею близько 1 500 км² (яка росте в середньому на 60 га за рік).
У Північній Італії є розвинена система річок, які цілий рік живляться льодовиковими талими водами і рясними опадами. Майже всі вони належать до басейну річки По — найбільшої та повноводної річки Італії. Її довжина — 670 км, при ширині 100—800 м і більш, площа басейну становить 1/4 території країни. Річка судноплавна (до міста П'яченца). Бере початок в Альпах і тече із заходу на схід через всю Паданську рівнину, впадаючи в Адріатичне море, де утворилася обширна дельта, що щорічно висувається в морі приблизно на 70 м. Річка По дуже каламутна, несе велику кількість зважених частинок, які осідають за течією річки, заповнюючи її русло. Місцями в пониззях спостерігається положення русла річки вище навколишнього рівнини. Ліві притоки По стікають з Альп, праві — з Апеннін.

## Топоніми По

### Притоки
- Дора-Ріпарія
- Дора-Бальтеа
- Тічино
- Адда
- Ольо
- Танаро
- Пєлліче
- Агон'я
- Ламбро
- Мінчо
- Вараіта
- Маіра
- Скрівіа
- Нуре
- Требб'я
- Арда
- Таро
- Парма
- Енца
- Сєкк'я
- Панаро

### Дельтові рукави
- По-ді-Маестра
- По-делла-Піла
- По-делле-Толле
- По-ді-Н'окка
- По-ді-Горо

### Гори
- Тоскано-Еміліанські Апенніни
- Приморські Альпи
- Котські Альпи